# Acraea mirabilis
Acraea mirabilis är en fjärilsart som beskrevs av Butler 1885. Acraea mirabilis ingår i släktet Acraea och familjen praktfjärilar. Inga underarter finns listade i Catalogue of Life.